# Заполярний ВТТ і будівництво 503
Не плутати з Заполярний ВТТ і будівництво 301
Заполярний ВТТ і будівництво 503 (рос. ЗАПОЛЯРНЫЙ ИТЛ И СТРОИТЕЛЬСТВО 503, Заполярлаг, Строительство 503) — підрозділ системи виправно-трудових установ СРСР, оперативне керування якого здійснювало Північне Управління таборів залізничного будівництва ГУЛЖДС.
Час існування: організований 10.09.47;
закритий між 01.10.48 і 05.02.49. Можливо, на базі підрозділу організований Єнісейський ВТТ ТА БУДІВНИЦТВО 503 після зміни завдання Північному Управління таборів залізничного будівництва ГУЛЖДС.
Дислокація: Тюменська область, Мис Кам'яний.

## Історія
Постановою уряду від 22 квітня 1947 передбачалося розпочати спорудження «Заполярного Транссибу» і прилеглих до нього портів на сибірських річках і на Обській Губі. МШС (в минулому НКШС) уклало договір з ГУЛАГ МВС про реалізацію даного проекту. Останнє сформувало Північне Управління таборів залізничного будівництва на чолі з полковником Барабановим, куди увійшли Заполярлаг або «Будівництво № 503», Сєвпечлаг, Березовлаг, Байдарлаг і Обський ВТТ або «Будівництво № 501».
З 1947-го по 1953-й рік дорога «Чум — Салехард — Ігарка» офіційно називалася будівництво № 501 і № 503.
Незважаючи на важкі природно-кліматичні умови, стараннями десятків тисяч ув'язнених було відкрито рух на 195-км ділянці між Обською Губою і південним берегом Ямалу до грудня 1948. У той же час рішенням Ради міністрів СРСР від 22 квітня 1947 разом з будівництвом нового морського головного порту і судоремонтного заводу на березі Обської губи передбачалася прокладка туди залізниці з району Воркути від станції Чум Північнопечорської магістралі до селища Лабитнанги на лівому березі Обі.

## Виконувані роботи
- будівництво морського порту і судноремонтного заводу Головпівнічморшляху в Обській губі на м. Кам'яному.